# Боцано (Терамо)
Боцано (итал. Bozzano) је насеље у Италији у округу Терамо, региону Абруцо.
Према процени из 2011. у насељу је живело 23 становника. Насеље се налази на надморској висини од 378 м.